# Akrobacja zespołowa RW-4
Akrobacja zespołowa RW-4 to sportowa konkurencja spadochronowa polegająca na zespołowym wykonywaniu skoków z opóźnionym otwarciem spadochronu i wykonania w trakcie swobodnego spadania jak największej liczby kolejnych figur akrobatycznych.
Zespół składa się z czterech skoczków wykonujących akrobacje oraz kamerzysty, który również jest zawodnikiem. Może się on składać się z zawodników tej samej, jak i obojga płci. Wykonują skok z wysokości 3050 m i ich czas pracy wynosi 35 sekund. Tylko z powodów meteorologicznych podczas zawodów wysokość wyskoku może być obniżona do 2150 metrów (7000 stóp). W tym wypadku czas pracy wynosi 20 sekund. Zadaniem zespołu jest zbudowanie jak największej liczby kolejnych figur z wcześniej ustalonej sekwencji w wyznaczonym czasie pracy.  Na każdą kolejkę skoków losuje się sekwencję złożoną z figur i bloków zawartych w dołączonej puli figur. Każdorazowo zespół odpowiada za jasne zaprezentowanie budowanych figur, przejść i separacji, przez czytelne nagranie video. Z tego właśnie powodu, zespół w swoim składzie musi posiadać kamerzystę. Według regulaminu kamerzystą może być tylko jeden zawodnik, jednak może on posiadać więcej niż jedną kamerę. Obecnie wymagane jest nagranie w systemie cyfrowego zapisu w formacie PAL (digital PAL). 
Zespół otrzymuje punkt za każdą zaliczoną figurę z sekwencji. 
Podstawowe pojęcia występujące w akrobacji zespołowej:
- formacja - składa się ze skoczków połączonych chwytami;
- chwyt - zaciśnięcie dłoni wokół ręki, nogi lub stałych uchwytów na rękach lub nogach w zakresie do barków, bioder;
- pula figur - wszystkie pojedyncze figury i bloki figur według regulaminowego wykazu;
- podgrupa - pojedynczy skoczek lub kilku skoczków połączonych chwytami, według wymaganego przejścia w bloku;
- separacja - moment, w którym wszyscy członkowie zespołu lecą indywidualnie, bez kontaktu między sobą;
- inter - nakazane przejście pomiędzy figurami w bloku;
- sekwencja - seria pojedynczych figur oraz bloków przeznaczonych do wykonania w trakcie jednego skoku.